# Challenge Round
Die Challenge Round (deutsch „Herausforderungsrunde“) ist ein Spielmodus, in dem der Vorjahressieger automatisch für das Endspiel qualifiziert ist. Er war bei Tennisturnieren bis in die 1920er Jahre hinein verbreitet.

## Verfahren
Alle Teilnehmer des Turniers bis auf den Titelverteidiger treten zunächst im K.-o.-System gegeneinander an. Dieser Teil des Turniers wird auch als All-Comers-Wettbewerb bezeichnet. Der Sieger des All-Comers-Finales spielt anschließend in der Challenge Round gegen den Titelverteidiger um den Turniersieg.

## Geschichte
Die Challenge Round wurde 1878 bei den Englischen Tennismeisterschaften in Wimbledon eingeführt. Im zweiten Endspiel des Herreneinzels der Geschichte in Wimbledon war der Vorjahressieger Spencer Gore für das Finale qualifiziert, ohne sich durch das gesamte Feld kämpfen zu müssen, unterlag dann aber im Endspiel Frank Hadow. 1886 wurde die Challenge Round in Wimbledon auch im Dameneinzel und im Herrendoppel eingeführt. Eines der ersten Turniere, die die Challenge Round abschafften, waren die Irish Open im Jahr 1903. 1922 wurde er in Wimbledon abgeschafft. Bei den US-amerikanischen Tennismeisterschaften kam der Modus von 1894 bis 1912 ebenfalls zur Anwendung. Der Davis Cup war die Tennisveranstaltung mit der längsten Anwendung. Hier wurde der Modus von seiner Einführung 1901 bis 1972 praktiziert.

## Hintergrund
Der Modus kam in einer Zeit zur Anwendung, in der die heute übliche Setzliste unbekannt war. Aus Sicht der Veranstalter wollte man sicherstellen, dass im Turnierfinale zumindest ein bekannter Spieler vertreten war, der Zuschauer anzog und Einnahmen garantierte. Bereits um 1910 war der Modus umstritten, so sprach sich beispielsweise der mehrfache Wimbledon-Champion Anthony Wilding für eine Abschaffung aus. Offensichtlich erleichtert der Modus dem Vorjahressieger die Titelverteidigung, da er nur ein einziges Spiel gewinnen muss, während sich sein Herausforderer zunächst durch das gesamte Teilnehmerfeld spielen muss. Wilding kritisierte allerdings auch, dass dem Titelverteidiger fehlende Matchpraxis zu schaffen mache.
Im Laufe der 1920er Jahre gingen alle wichtigen Turniere dazu über, den K.-o.-Modus für alle Teilnehmer, in Verbindung mit einer Setzliste, einzuführen. Diese stellt sicher, dass die beiden stärksten Spieler des Teilnehmerfelds frühestens im Finale aufeinandertreffen, womit ein attraktives „Traumfinale“ ebenfalls möglich ist.